# سالم بن عبد الله بن سمير
سالم بن عبد الله بن سعد بن عبد الله بن سُمَير فقيه شافعي وقاضٍ وسياسي وخبير بالشؤون العسكرية، من أهل الصلاح والعلم، دائم الذكر، كثيرة التلاوة لكتاب الله. ذكر الشيخ أحمد الخضراوي المكي عنه أنه كان يختم القرآن الكريم وهو يطوف بالبيت الحرام.

## مولده ونشأته
ولد في قرية ذي أصبح من قرى وادي حضرموت، وتربى وتعلم لدى أبيه عبد الله بن سعد بن سمير. قرأ القرآن الكريم، وأتقن أوجه أدائه، ثم اشتغل بإقرائه، فسمي معلما، وهو اصطلاح حضرمي يطلق على من اشتغل بإقراء القرآن الكريم، ودرَس العلوم الشرعية على والده وعلى جمع من العلماء الذين امتلأ بهم وادي حضرموت في القرن الثالث عشر الهجري، منهم: عمر بن سقاف السقاف، وعمر بن زين بن سميط، وغيرهم. ونشر العلوم ودرَّسها، وأقبل الطلاب عليه ينهلون من معينه، وكان من أجلّهم عبد الله بن طه الهدار الحداد، وعلي بن عمر باغوزة.

## حياته السياسية
ومع اتساعه في العلوم الشرعية وقيامه بنشرها كانت له مشاركات في الأمور السياسية وخبرة بالعتاد الحربي، فقد انتُدب إلى الهند ليختار للدولة الكثيرية خبيراً عسكرياً في شؤون المدافع، فاختاره وأرسله إليهم، وقام بشراء بعض أنواع الذخيرة الحربية الحديثة من سنغافورة وبعثها إلى حضرموت، وكان أحد القائمين بالصلح بين يافع والدولة الكثيرية.
واختاره عبد الله بن عمر ين يحيى وزيرا للسلطان عبد الله بن محسن الكثيري حينما كان نائبا عن أخيه غالب في أوائل دولتهم، واشترط عليه أن لا يخرج عن رأيه، فبقي على ذلك مدة، وعندما خالفه السلطان ولم يرجع إلى مشورته واستبد برأيه سافر سالم بن سمير مغاضبًا إلى الهند ثم إلى جاوة وتديّرها.

## مؤلفاته
ترك عددًا من المؤلفات منها:
- «سفينة النجاة فيما يجب على العبد لمولاه»
- «الفوائد الجلية في الزجر عن تعاطي الحيل الربوية»[3]

## وفاته
وفي بتاوي (جاكرتا) من بلاد جاوة أدركته المنية عام 1271 هـ/ 1855 م.